# Gerichtsorganisation in Eritrea
Die Gerichtsorganisation in Eritrea umfasst die reguläre Gerichtsbarkeit, die Sondergerichtsbarkeit, die Militärgerichtsbarkeit und weitere Gerichte.
Insgesamt ist die Justiz in Eritrea nur eingeschränkt leistungsfähig.

## Reguläre Gerichte
Die reguläre Gerichtsbarkeit ist dreistufig aufgebaut und besteht aus
- High Court (Tigrinya ላዕለዋይ ቤት ፍርዲ laʿläway bet fərdi, arabisch محكمة عليا maḥkama ʿulyā) – Obergericht mit Hauptsitz in Asmara ⊙
- Regional/Zoba Courts (ቤት ፍርዲ ዞባ bet fərdi zoba, محكمة الإقليم maḥkama al-iqlīm)[3] – etwa 36 Regionalgerichte
- Community Courts (ኮማዊ ቤት ፍርዲ komawi bet fərdi, محكمة أهلية maḥkama ahlīya)[4] – etwa 368 Kommunalgerichte.

Nach den Prozessordnungen von 2015 ist die Zuständigkeit in Zivilsachen nach dem Streitwert, in Strafsachen nach der Schwere der Tat gestaffelt.
Der von der Verfassung und den Prozessordnungen vorgesehene eigenständige Supreme Court (ርእሰ ኣብያተ ፍርዲ rəʾsä abyatä fərdi) ist bisher offenbar nicht eingerichtet worden.

## Sondergericht
Die Sondergerichtsbarkeit mit dem Special Court (ፍሉይ ቤት ፍርዲ fəluy bet fərdi, محكمة خاصة maḥkama ḫāṣṣa) wurde 1996 geschaffen und sollte insbesondere der Bekämpfung der Korruption dienen.

## Militärgerichte
Die Militärgerichtsbarkeit ist zweistufig mit Militärgerichten erster und zweiter Instanz (ታሕተዋይ/ላዕለዋይ ወተሃደራዊ ቤት ፍርዲ taḥtäway/laʿläway wättähaddärawi bet fərdi).

## Weitere Gerichte
Weitere spezielle Gerichte sind
- First Instance Labor Court (ቀዳማይ ደረጃ ቤት ፍርዲ ዕዮ qäddamay däräǧǧa bet fərdi əyyo)[10]

mit Rechtsmittel zum Regional Court sowie
- Labor Relations Board (ቦርድ ዝምድናታት ዕዮ bord zəmdənnatat əyyo)[11] und
- Tax Appeal Commission (ኮምስዮን ግብሪ ይግባይ koməsyon gəbri yəgbay)[12]

mit Rechtsmittel zum High Court.

## Geschichte
In der italienischen Kolonie Eritrea war das Gerichtswesen zweigeteilt in Gerichte für Italiener und Gerichte für Einheimische.
Unter britischer Verwaltung (1942–1952) wurden die früheren Gerichte zum Teil beibehalten und zum Teil Gerichte nach englischem Vorbild geschaffen; kurz vor Übergabe der Verwaltung an Äthiopien wurde die Gerichtsorganisation mit einem eritreischen Supreme Court an der Spitze stärker vereinheitlicht.
Zur Zeit der Föderation mit Äthiopien (1952–1962) gab es schließlich folgende Gerichte in Eritrea:
- Supreme Court
- High Court
- District Courts
- Meslanies (ምስለኔ məsläne, ursprünglich Steuereintreiber)
- Chiqa Courts (ጭቃ č̣əqqa, Dorfgerichte);

darüber standen der äthiopische Supreme Imperial Court als Federal Supreme Court und der äthiopische High Court als Federal High Court.
Nach dem Ende der Autonomie Eritreas wurde die äthiopische Gerichtsorganisation eingeführt, wie sie sich aus der äthiopischen Courts Proclamation von 1962 ergab.
Nach der Unabhängigkeit Eritreas 1991 bestanden zunächst
- High Court
- Regional Courts (ቤት ፍርዲ አውራጃ bet fərdi awraǧǧa; 10)
- District Courts (ቤት ፍርዲ ወረዳ bet fərdi wäräda; 20)
- Village Courts (ቤት ፍርዲ ዓዲ bet fərdi addi; ca. 1200)

und die Militärgerichte; 1996 kam die Sondergerichtsbarkeit hinzu.
Infolge der Verwaltungsreform von 1996 traten 1997 Zoba und Sub-Zoba Courts an die Stelle der Regional und District Courts. 2003 ersetzten Community Courts die Village Courts, und die Sub-Zoba Courts wurden unter Verteilung ihrer Aufgaben an die Zoba Courts und die Community Courts aufgelöst.